# تاتسويا تسوروتا
تاتسويا تسوروتا (باليابانية: 鶴田 達也) (9 سبتمبر 1982 في فوجي في اليابان – )؛ هو لاعب كرة قدم ياباني سابق كان يلعب كحارس مرمى.

## وصلات خارجية
- تاتسويا تسوروتا على موقع رابطة كرة القدم اليابانية للمحترفين (اليابانية)
- تاتسويا تسوروتا على موقع قاعدة بيانات كرة القدم.إي يو (الإنجليزية)
- تاتسويا تسوروتا على موقع Soccerway.com (الإنجليزية)
- تاتسويا تسوروتا على موقع عالم كرة القدم.نت (الإنجليزية)